# Çiçek Pasajı
Çiçek Pasajı (Pasaż kwiatowy) – XIX wieczny budynek w Stambule przy ulicy İstaiklal Caddesi z długim dziedzińcem wewnętrznym. Nazwa pasażu pochodzi od kwiatów, które sprzedawały tam Rosjanki, uciekinierki z Rosji po rewolucji bolszewickiej. Właściwie jest to XIX-wieczny budynek we francuskim stylu z długim dziedzińcem wewnętrznym. Obecnie znajdują się tu restauracje i drogie kluby nocne.

## Historia
Do wielkiego pożaru z 1870 roku dzielnicy Stambułu Beyoğlu w tym miejscu mieścił się Teatr Naum. W 1876 roku teren zakupił Zografos Efendi. Włoski architekt Cleanthy Zanno zaprojektował i zbudował budynek z przejściem łączącym ulice Sahne i İstiklal Caddesi. Po otwarciu zgodnie z ówczesną paryską modą w obrębie pasażu znalazły się 24 sklepy i luksusowe apartamenty. W 1908 roku pasaż został kupiony przez Wielkiego Wezyra Saida Pashęi, który otworzył tu kilka kwiaciarni. Pasaż nazwano Sait Paşa Geçidi (Brama Saida Pashy). Do 1940 roku w pasażu sprzedawano kwiaty. Sprzedawczyniami były uciekinierki z Rosji, często mające tytuł baronowej lub księżnej. Wtedy pojawiła się nazwa Çiçek Pasajı (Pasaż kwiatowy). Gdy w pasażu zaczęto otwierać sklepy z owocami, kwiaciarnie zaczęły zanikać. Jednak nazwa pozostała. W latach 50. XX wieku  w pasażu zaczynają otwierać się puby i kawiarnie.

### Stowarzyszenie Çiçek Pasajını Yaşatma ve Güzelleştirme Derneği
Budynek został uszkodzony 10 maja 1978 roku. Pod gruzami zginęło 12 osób, a 16 zostało rannych. Dopiero w 1988 roku pasaż został ponownie otwarty. Renowacji dokonało stowarzyszenie Çiçek Pasajını Yaşatma ve Güzelleştirme Derneği. Ponownie został uszkodzony i odnowiony po zamachu na konsulat brytyjski w 2005 roku. Nie tylko wymieniono wtedy przeszklony dach, montując dużo bezpieczniejsze włókno szklane, ale odnowiono też ściany pasażu.